# NFWO
NFWO（オランダ語: Nationaal Fonds voor Wetenschappelijk Onderzoek）とはベルギー政府が設立した、科学研究を支援する協会である。フランス語名はFNRS（Fonds national de la recherche scientifique）。いずれも「国立科学研究基金」の意。英訳名 National Fund for Scientific Research (NFSR)。

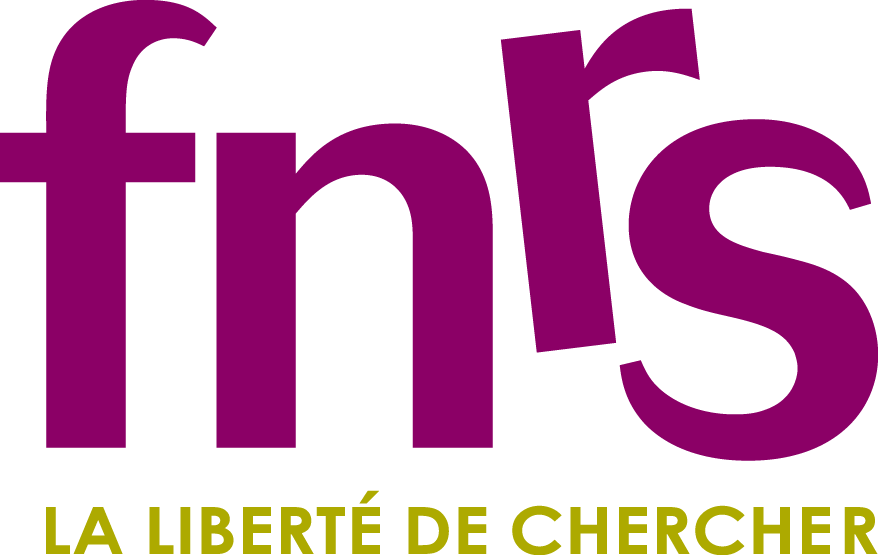
ロゴマーク

1992年にフランデレン地域の Fonds Wetenschappelijk Onderzoek (FWO) とワロン地域の Fonds de la Recherche Scientifique - FNRS (F.R.S.-FNRS) の2団体に分割された。
FWOとFNRSの役目は、自然科学の全分野における新知識を発達を促進する事である。その手段として、優れた科学者やプロジェクトへの財政的な援助を行なう（それは大学間の競争や外国の専門家の評価に基づいて行なわれる）。援助の基準は、分野を問わず、科学者やプロジェクトの研究の質で決められる。

## 歴史
NFWO/FNRSは1928年6月2日、科学研究の拡充を目指すベルギー国王アルベール1世の要請により設立された。当初はエミール・フランキ（Emile Francqui）が指揮を取った。
この協会は、ベルギー初の科学研究基金であった。その初期の活動としては、スイスの物理学者オーギュスト・ピカールへの資金援助が挙げられる。ピカールの有人成層圏探査気球FNRS-1号は、到達高度の世界記録を樹立した。また、同協会は世界初のバチスカーフであるFNRS-2号の建造にも関わっている。

## FNRS-1

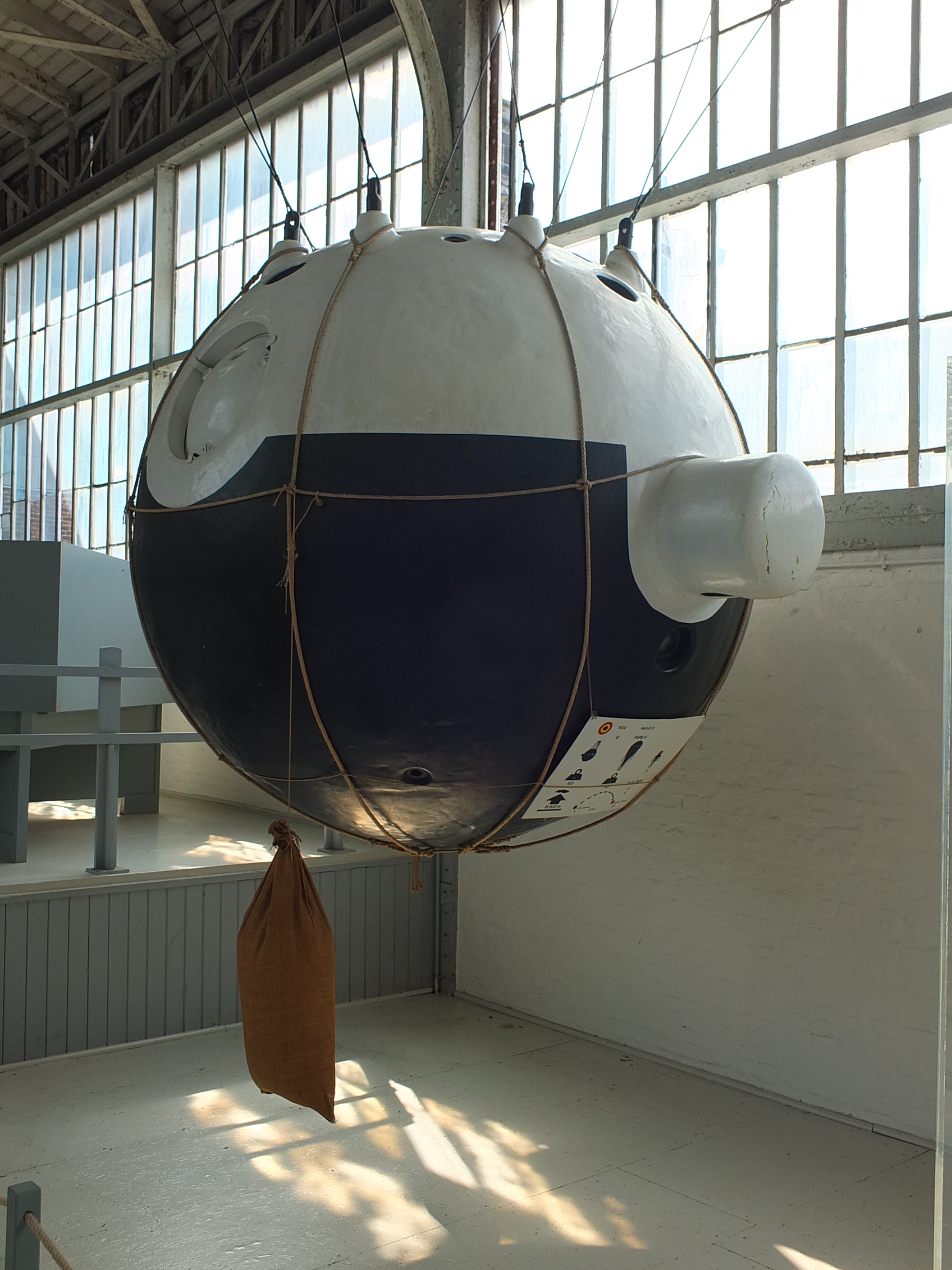
FNRS-1のゴンドラ

FNRS-1はピカールの開発した気球である。1931年5月27日、宇宙線やオゾンを研究するために、自らが設計した水素気球に乗ってドイツのアウクスブルク上空16,000 mの成層圏に達した。これは世界初の気球による成層圏到達であり、ピカールはこの業績によりハーモン・トロフィーを獲得した。この気球は直径30mと大型のもので、地上と上空の気圧の差を巧みに利用したものであった。
1932年8月18日にはFNRS-1で自らの高度記録を更新している。彼はその後も気球に乗り続け、計27回の浮上の最高記録は23,000mであった。

## FNRS-2

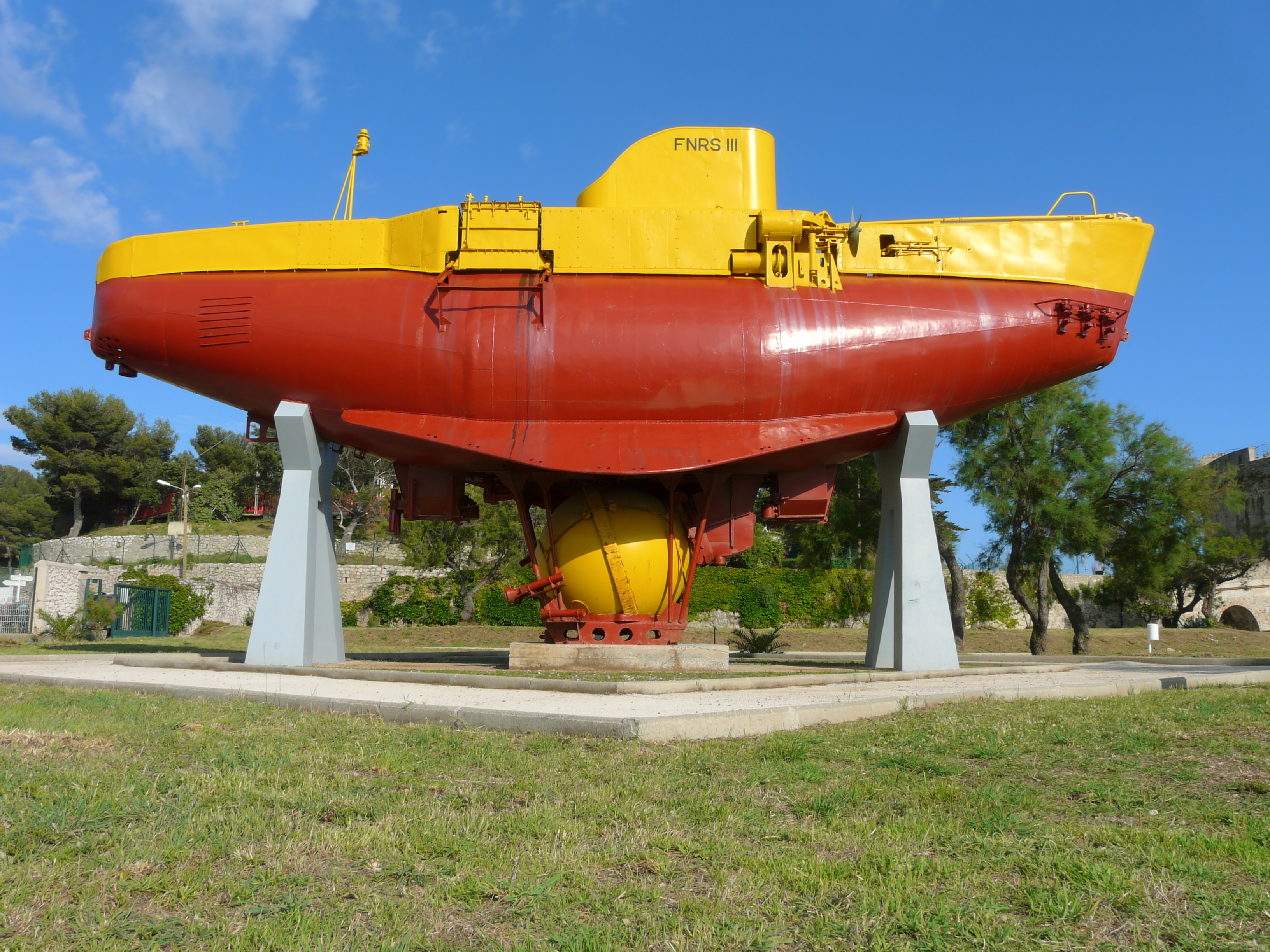
トゥーロンで保存されるFNRS-3

FNRS-2はピカールが気球の原理を応用して設計・開発した、世界初のバチスカーフ（深海探査艇）である。1937年に着工したが第二次世界大戦によって中断され、1948年に完成した。潜水球と異なりケーブルを必要とせず、自力での移動が可能なのが大きな特徴である。FNRS-2は1948年11月の試験潜航で事故を起こし、FNRSの資金難もあって1950年にフランス海軍に売却され、改造されてFNRS-3となった。